# Wide Awake
〈Wide Awake〉는 미국의 가수 케이티 페리의 《Teenage Dream: The Complete Confection》에 수록된 노래이다. 케이티 페리, 닥터 루크, 맥스 마틴, 써커트, 보니 맥키가 작사작곡으로 참여했으며 닥터 루크와 써커트가 프로듀싱을 맡았다. 페리의 전기 영화 《케이티 페리: 파트 오브 미》 촬영 시기에 만들어졌다. 《Teenage Dream: The Complete Confection》의 두 번째이자 마지막 싱글로 결정나 2012년 5월 22일 캐피털 레코드는 컨템포러리 히트 라디오 방송국으로 보내며 처음으로 선보였다. 파워 발라드 노래인 〈Wide Awake〉는 댄스 팝 장르의 곡이며, 가사는 이별의 현실을 이겨내고 나아가는 것에 대한 내용이다.
〈Wide Awake〉는 대부분의 음악 평론가들로부터 호의적인 평가를 받아냈다. 싱글은 빌보드 핫 댄스 클럽 송스와 팝 송 차트에 정상에 오르면서 상업적인 성공을 거뒀다. 빌보드 핫 100에서는 2위까지 올랐는데, 페리의 노래들 중 처음으로 2위라는 성적을 기록했다. 미국 외에도 영국, 오스트레일리아, 멕시코에서 10위권에 진입했다. 노래의 뮤직비디오는 랜드 드레이크가 맡았다. 랜스는 페리와 어린 시절의 페리를 연상케하는 아이를 주연으로 삼아 동화같은 영상을 만들어내는데 중점을 뒀다. 또한 이전 싱글 〈Part of Me〉의 뮤직비디오를 참고해 제작했다.

## 크레딧
녹음 장소
- 녹음 - 나이트버드 레코딩 스튜디오 (캘리포니아주 웨스트 할리우드)
- 믹싱 - 믹스스타 스튜디오 (캘리포니아주 버지니아 비치)

인원
- 리드 보컬 - 케이티 페리
- 작곡작사 - 케이티 페리, 닥터 루크, 맥스 마틴, 보니 맥키, 서커트
- 프로덕션 - 닥터 루크, 서커트
- 엔지니어링 - 존 하네스
- 인스투르먼트 & 프로그래밍 - 닥터 루크, 서커트
- 믹싱 - Serban Ghenea

## 차트
| 차트 (2012)                           | 최고 순위 |
| ------------------------------------- | --------- |
| 오스트레일리아 (ARIA)                 | 4         |
| 오스트리아 (Ö3 오스트리아 탑 40)      | 28        |
| 벨기에 (울트라탑 50 플랑드르)         | 25        |
| 벨기에 (울트라탑 50 왈로니아)         | 48        |
| 브라질 (빌보드 브라질 핫 100)         | 17        |
| 브라질 핫 팝 송                       | 3         |
| 캐나다 (캐나디안 핫 100)              | 1         |
| 캐나다 AC (닐슨 BDS)                  | 1         |
| 캐나다 CHR/Top 40 (닐슨 BDS)          | 1         |
| 캐나다 Hot AC (닐슨 BDS)              | 1         |
| 체코 (IFPI)                           | 26        |
| 덴마크 (트랙리슨)                     | 24        |
| 프랑스 (SNEP)                         | 33        |
| 독일 (미디어 컨트롤 AG)               | 39        |
| 헝가리 (라디오 탑 40)                 | 5         |
| 헝가리 (싱글 Top 40)                  | 4         |
| 아일랜드 (IRMA)                       |           |
| 이탈리아 (FIMI)                       | 11        |
| 일본 (재팬 핫 100)                    | 79        |
| 레바논 (레바노니스 탑 20)             | 2         |
| 멕시코 탑 싱글 (모니터 라티노)        | 2         |
| 네덜란드 (싱글 톱 100)                | 41        |
| 뉴질랜드 (레코드 뮤직 NZ)             | 1         |
| 스코틀랜드 (오피셜 차트 컴퍼니)       | 6         |
| 슬로바키아 (IFPI)                     | 13        |
| 스위스 (슈바이처 히트파라데)          | 21        |
| 영국 싱글 (오피셜 차트 컴퍼니)        | 9         |
| 미국 빌보드 핫 100                    | 2         |
| 미국 어덜트 컨템포러리 (빌보드)       | 2         |
| 미국 어덜트 탑 40 (빌보드)            | 1         |
| 미국 핫 댄스 클럽 송 (빌보드)         | 1         |
| 미국 팝 송 (빌보드)                   | 1         |
| 베네수엘라 팝 록 장르 (레코드 리포터) | 1         |

| 차트 (2012)                          | 순위 |
| ------------------------------------ | ---- |
| 오스트레일리아 (ARIA)                | 35   |
| 캐나다 (캐니디안 핫 100)             | 16   |
| 헝가리 (라디오 탑 40)                | 77   |
| 뉴질랜드 (RIANZ)                     | 21   |
| 영국 (오피셜 차트 컴퍼니)            | 68   |
| 미국 빌보드 핫 100                   | 15   |
| 미국 디지털 송스 (빌보드)            | 23   |
| 미국 팝 송스 (빌보드)                | 9    |
| 미국 어덜트 팝 송스 (빌보드)         | 9    |
| 미국 어덜트 컨템포러리 송스 (빌보드) | 17   |
| 미국 핫 댄스 클럽 송스 (빌보드)      | 15   |

## 인증
| 국가                                                  | 인증        | 판매량/출하량 |
| ----------------------------------------------------- | ----------- | ------------- |
| 오스트레일리아 (ARIA)                                 | 6× 플래티넘 | 420,000^      |
| 캐나다 (뮤직 캐나다)                                  | 3× 플래티넘 | 240,000*      |
| 덴마크 (IFPI Danmark)                                 | 골드        | 15,000^       |
| 이탈리아 (FIMI)                                       | 플래티넘    | 30,000*       |
| 멕시코 (AMPROFON)                                     | 골드        | 30,000*       |
| 뉴질랜드 (RMNZ)                                       | 플래티넘    | 15,000*       |
| 영국 (BPI)                                            | 실버        | 325,000       |
| 미국 (RIAA)                                           | 4× 플래티넘 | 3,300,000     |
| 베네수엘라 (APFV)                                     | 3× 플래티넘 | 30,000^       |
| *판매량을 기반으로 한 인증 ^출하량을 기반으로 한 인증 |             |               |

 2013년 5월 이후 RIAA 인증은 디지털 싱글에 다운로드와 온디맨드와 비디오 노래 스트리밍을 포함하는 것을 알렸다.